# 脂瞼
脂瞼（しけん、英語: Adipose eyelid）は、魚類の眼にみられる半透明の膜で、まぶた状に眼の一部、あるいはほとんど全部を覆っている。 真骨魚類のうち、回遊性をもつ浮魚でよくみられる。脂瞼を持つ魚の例として、ボラや、ニシン、サバヒー、そしてサバやアジの仲間などが挙げられる。その機能については結論が出ていないが、いくつかの可能性が提唱されている。 

## 機能
実際に脂瞼がどのような機能を果たしているのかについては未だ不明だが、視覚を補完するような役割を果たしているか、そうでなければ眼を防御する役割を果たしているという考えが一般に受け入れられている。脂瞼の機能に関してこれまでに提唱されている説は主に4つあり、まず第一の説は脂瞼がレンズのような働きをしているという説である。この説によれば、脂瞼があることにより、魚は特定の物体に焦点を合わせる能力が向上し、周囲の環境をより正確に認識できるという。第二に、脂瞼が偏光の感知に役立っているという説もある。第三の説は紫外線から眼を守るのに機能しているというものであり、第四の説は水中を漂う異物に対する防御を担っているというものである。

## 構造
サバヒーやニシンの仲間などでは眼のほぼ全体を脂瞼が覆っているが、他の種の脂瞼は前方部と後方部分に分かれ、瞳孔部分は露出したかたちになっていることが多い。厚さ方向には眼球の上の部分が最も薄く、そこから眼の外周部に向かうにつれて厚くなるような構造をとっている。サバヒーにおける観察では、脂瞼は3層の組織からなることが報告されている。最も外側と内側の層は上皮組織であり、その間をコラーゲンから成る結合組織の層が繋いでいるという。
脂瞼が特定の波長の光を通さないような構造を持つ例も知られている。詳細な光学的性質は結合組織の密度などにより種によって異なるが、多くの種の脂瞼は305 nm以下の紫外線を通さないような性質を示すとされる。